# Qingxiusaurus
Qingxiusaurus – rodzaj zauropoda z grupy tytanozaurów żyjącego w kredzie późnej. Zamieszkiwał on tereny obecnego regionu autonomicznego Kuangsi w Chinach. Został opisany jeden gatunek należący do tego rodzaju – Qingxiusaurus youjiangensis. Podobnie jak inne zauropody Qingxiusaurus był dużym, czworonożnym roślinożercą.